# Karl Schnabl
Karl Schnabl (né le 8 mars 1954) est un sauteur à ski autrichien.

## Palmarès

### Jeux olympiques
| Épreuve / Édition | Innsbruck 1976 |
| Petit Tremplin    | Bronze         |
| Grand Tremplin    | Or             |

### Championnats du monde
| Épreuve / Édition | Lahti 1978 |
| Petit Tremplin    | 4e         |

### Championnats du monde de vol à ski
| Épreuve / Édition | Kulm 1975 |
| Individuel        | Bronze    |

### Tournée des Quatre Tremplins
- 2e du classement final en 1976.